# Witenagemot

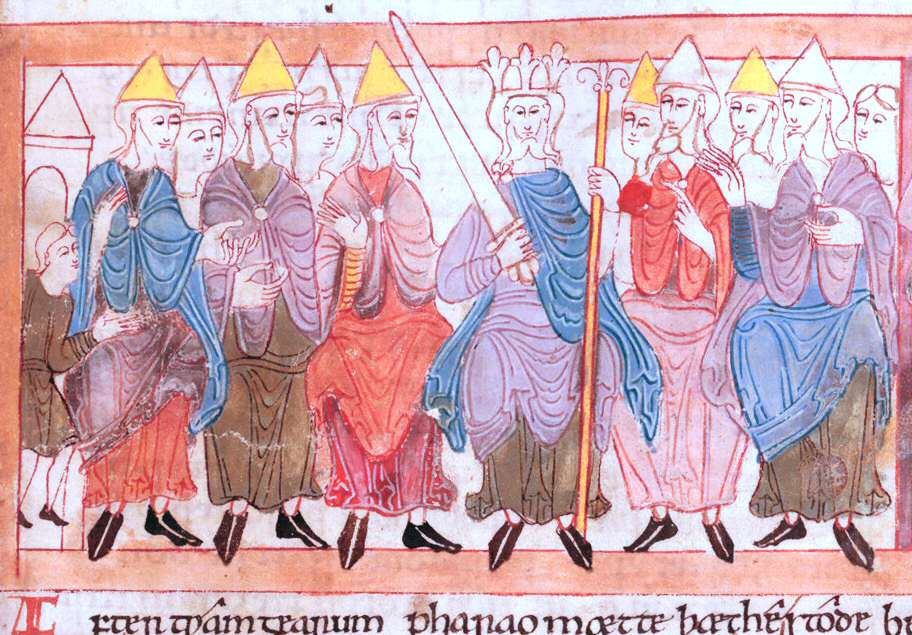
Król z Witenagemotem

Witenagemot, inna nazwa Witan – w średniowiecznej Anglii rada starszyzny, działająca na zasadzie zgromadzenia narodowego, której zadaniem było doradzanie królowi w sprawach wagi państwowej, w tym również dotyczących dziedziczenia tronu. Działała od VII do XI wieku. W radzie zasiadały zarówno osoby duchowne, jak i – w późniejszym czasie – świeckie. 
Nazwa pochodzi od słowa witena gemōt oznaczającego "zebranie mądrych ludzi". W odniesieniu do czasów współczesnych słowa tego używa się w żartobliwym lub ironicznym kontekście.